# Nokia 3120
Nokia 3120 - telefon produkowany przez firmę Nokia, działający w sieci GSM 900, 1800, 1900.

## Dane techniczne

### Wyświetlacz
- Wyświetlacz CSTN
- 4096 kolorów
- 128x128 pikseli

### Czas czuwania (maksymalny)
- 410 godzin

### Czas rozmowy (maksymalny)
- 6 godzin

## Dodatkowe
- wysyłanie i odbiór wiadomości multimedialnych (MMS)
- obsługa aplikacji JAVA
- MMS